# 迪芬巴赫
迪芬巴赫（德語：Dieffenbacher GmbH + Co. KG），是德國一家公司，專門為人造板、汽車零部件廠商製造壓機系統，和其他生產設備。其總部設於埃平根。

## 公司
公司采取一源式服务方式为客户提供服务，所有关键性的工艺部件均由集团内部开发。70%以上的产品和服务为出口业务。集团已通过「DIN EN ISO 9001」和 VDA 6.4 质量认证。
公司为家族企业，拥有135年历史。

## 歷史
迪芬巴赫是於1873年由鎖匠雅各·迪芬巴赫（Jakob Dieffenbacher）創立，當時他年僅26歲。而成立早期，迪芬巴赫是以生產爐床、爐箱和保險箱為主。至1900年代，工廠開始擴大，並也生產油壓機。
二次大戰後，迪芬巴赫把重點投向製造重型設備。1954年，第一台硬紙板鑲嵌機誕生。此外，又把用於打磨刨花板的胶合板設備及圖案設備，納入產品範圍。1960年代中，迪芬巴赫开发了一款带有旋转滑动板和可伸缩工作台的修整冲模压机。该款压机是目前所使用的试验压机的前身。與此同時，迪芬巴赫为纤维增强聚酯塑料的处理开发了专用压机，并于1970年代，成为这一领域龍頭。
1980年，沃夫格登·迪芬巴赫（Wolf-Gerd Dieffenbacher）出任公司总裁，自此公司逐步成长，並在全球22个地区设立了办事处。